# Amsterdam (City, New York)

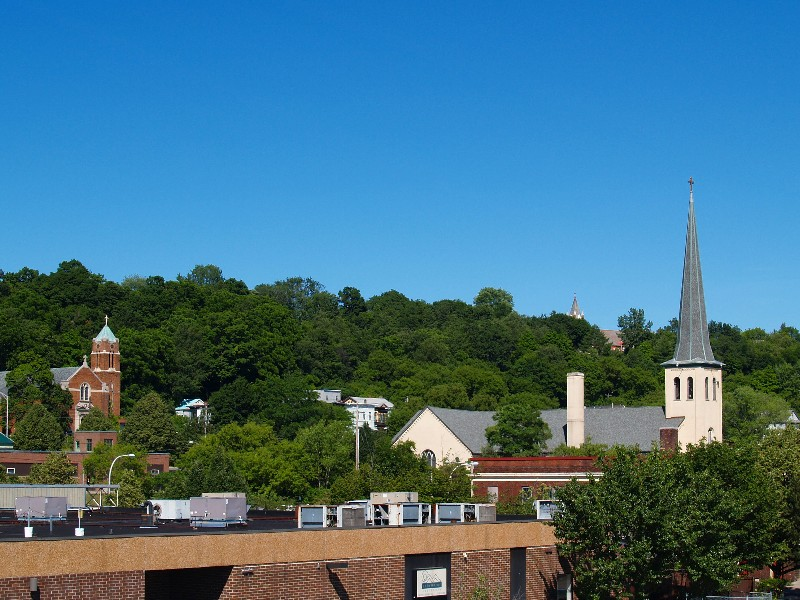
Amsterdam, New York, 2005

Amsterdam ist eine City im Montgomery County des Staates New York. Das U.S. Census Bureau hat bei der Volkszählung 2020 eine Einwohnerzahl von 18.219 ermittelt.

## Geographie

### Geographische Lage
Der größte Teil des Stadtgebiets erstreckt sich am Nordufer des Mohawk River. Nur der Hafen der Stadt, Port Jackson, liegt am südlichen Ufer.

### Nachbargemeinden
Die City of Amsterdam liegt innerhalb der Town of Amsterdam, ist zu dieser aber nicht zugehörig. Die benachbarten Ortsteile der Town Amsterdam sind Fort Johnson im Westen und Hagaman im Nordosten.

## Geschichte
Die City Amsterdam hat ihre Ursprünge in einer Siedlung namens Veedersburgh. In Anlehnung an den ursprünglichen Namen von New York City (Nieuw Amsterdam), benannte man sie nach Amsterdam, der Hauptstadt der Niederlande. 1830 verlieh man ihr das Stadtrecht.

## Wirtschaft und Infrastruktur

### Verkehr
Die südlich des Flusses verlaufende Autobahn I-90 verbindet Amsterdam mit New Yorks Hauptstadt Albany im Südosten (57 km) und Syracuse im Westen (185 km).

### Medien
In Amsterdam ist der Fernsehsender WYPX ansässig, ein Sender des Netzwerks i: Independent Television. Weiterhin senden in der Stadt zwei Mittelwellensender, WCSS und WBUG (beide mit 1 kW).

### Bildung
In der Stadt Amsterdam gibt es acht öffentliche und drei private Grundschulen. Außerdem gibt es eine öffentliche und eine private Oberschule.

## Söhne und Töchter der Stadt
- Lucille Bremer (1917–1996), Schauspielerin
- Kirk Douglas (1916–2020), Schauspieler
- Joe Fonda (* 1954), Jazzbassist
- Ray Tomlinson (1941–2016), Informatiker und Entwickler des E-Mail-Nachrichtensystems
- Paul Tonko (* 1949), US-Kongressabgeordneter
- Simon Harmon Vedder (1866– 1937), Maler, Bildhauer und Illustrator